# Юдин, Гавриил Яковлевич
 Гавриил Яковлевич Юдин (30 мая [12 июня] 1905, Витебск — 5 октября 1991, Москва) — советский дирижёр, педагог и композитор.

## Биография
Родился в Витебске, в семье помощника присяжного поверенного Витебского окружного суда Якова Гаврииловича Юдина (1866—1930) и певицы Полины Исааковны Рабинович, выпускницы Берлинской консерватории. Двоюродная сестра (дочь дяди, врача В. Г. Юдина) — пианистка Мария Юдина, двоюродный брат — художник Лев Юдин.
Первые уроки игры на фортепиано получил у пианиста О. С. Габриловича (троюродного брата матери). В 1926 году окончил Ленинградскую консерваторию по классу композиции у П. Калафати (дирижированию обучался у Н. А. Малько).
В 1924—1926 годах ассистент дирижёра и концертмейстер Оперной студии Ленинградской консерватории, в 1926—1927 годах — Оперной студии Большого театра. В 1928—1933 годах дирижёр оперных театров Москвы, Уфы, Перми, Самары.
В 1934—1935 годах дирижёр оркестра Московского театра для детей. Главный дирижёр симфонических оркестров филармоний Сталинграда (1935—1937), Архангельска (1937—1938), Горького (1938—1940), Кишинёва (1945).
В 1956—1967 годах консультант художественного отдела Московской государственной академической филармонии. В 1941—1943 годах музыкальный руководитель оперного класса Московской государственной консерватории. Параллельно с этим, активно выступал как дирижёр-гастролер. В 1946—1955 годах преподавал дирижирование в Институте военных дирижёров. В последующие годы был членом жюри практически всех Всесоюзных и Всероссийских дирижёрских конкурсов. Не ведя официальной преподавательской деятельности, консультировал молодых дирижёров, среди которых — А. В. Дашунин.
Под управлением Гавриила Юдина впервые исполнены сюиты «Много шума из ничего» Хренникова (1935), «Летний день» Прокофьева (1948), 9-я симфония Глазунова (1948; инструментована Юдиным по фортепианному эскизу композитора), симфония Шуберта E-dur (в редакции Л. М. Бутира, 1971) и другие, впервые в СССР — сцены из опер «Арабелла» Р. Штрауса (1976), «Мнимая садовница» Моцарта (1977) и дрругие. Выступал во многих городах СССР и за рубежом (Карловы Вары, ЧССР). В 1985 году отметил 60-летие дирижёрской деятельности концертом с Государственным академическим симфоническим оркестром СССР в Большом зале Московской консерватории (запись части этого концерта — Девятая симфония Д. Шостаковича — впоследствии была выпущена на грампластинке фирмой «Мелодия»). Последнее дирижёрское выступление Юдина состоялось 3 декабря 1988 года в Москве (программа из произведений Бетховена).

## Сочинения
Оперы «Мятеж» (по Д. А. Фурманову, не окончена), муз. комедии «Клоп» (по из. В. Маяковскому, 1957, Пятигорский театр оперетты), кантаты «Возмездие» (пролог к поэме А. А. Блока, для тенора и оркестра, 1926), увертюры-рапсодии с темы донских казачьих песен (1956), «Молдавской сюиты» для оркестра (1946), произведений для струного квартета, романсов, хоров и др.

## Публикации
- «Звучит музыка Шостаковича»// «СМ», 1966, No 12
- «По истолкованию Бетховена»// «СМ», 1967, No 12
- «За пультом — Натан Paxлин»// «СМ», 1971, No 2
- «За гранью прошлых дней. Из воспоминаний дирижера», М., 1977
- «Памяти Леопольда Стоковского»// «СМ», 1979, No 3
- Эмиль Купер Статьи. Воспоминания. Материалы / ред. Г. Я. Юдин. — М. : Советский композитор, 1988.
- Натан Рахлин: статьи, интервью, воспоминания / общая редакция Г. Я. Юдина. М. «Советский композитор», 1990